# Brachyale pterolophioides
Brachyale pterolophioides – gatunek chrząszcza z rodziny kózkowatych i podrodziny zgrzypikowych. Jedyny przedstawiciel rodzaju Brachyale.

## Zasięg występowania
Gatunek ten występuje na Półwyspie Malajskim.